# Estel octangle
L'estel octangle, també conegut com a octàedre estelat, tetràedre d'estrella, compost de dos tetràedres, estrella de vuit puntes o Estrella de David bidimensional és una estelació de l'octàdre i el compost polièdric regular més simple. Els seus vèrtexs, cares i arestes són homogenis. El seu nom fou donat per Johannes Kepler l'any 1609, encara que geòmetres anteriors ja el coneixien; fou descrit per primer cop l'any 1509 a la Divina Proportione de Luca Pacioli.
Està compost per la unió de dos tetràedres (un tetraèdre i el seu contratetraèdre). Les posicions dels vèrtexs dels dos tetràedres coincideixen amb els d'un cub. La intersecció entre els dos tetraèdres forma un octàedre interior, les cares del qual estan sobre els mateixos plans que les cares del compost.
Es pot veure com un octaèdre amb piràmides tetraèdriques a cada una de les seves cares. Té la mateixa topologia que el políedre de Catalan convex, Octàedre triakis, el qual té piràmides molt més curtes.
Com a estelació, és l'única forma estelada de l'octaedre. Les cares de l'estelat són molt simples: , el triangle del mig és un forat, però no es consideren arestes els talls interiors per fer-li el forat.